# Marisa Roesset Velasco

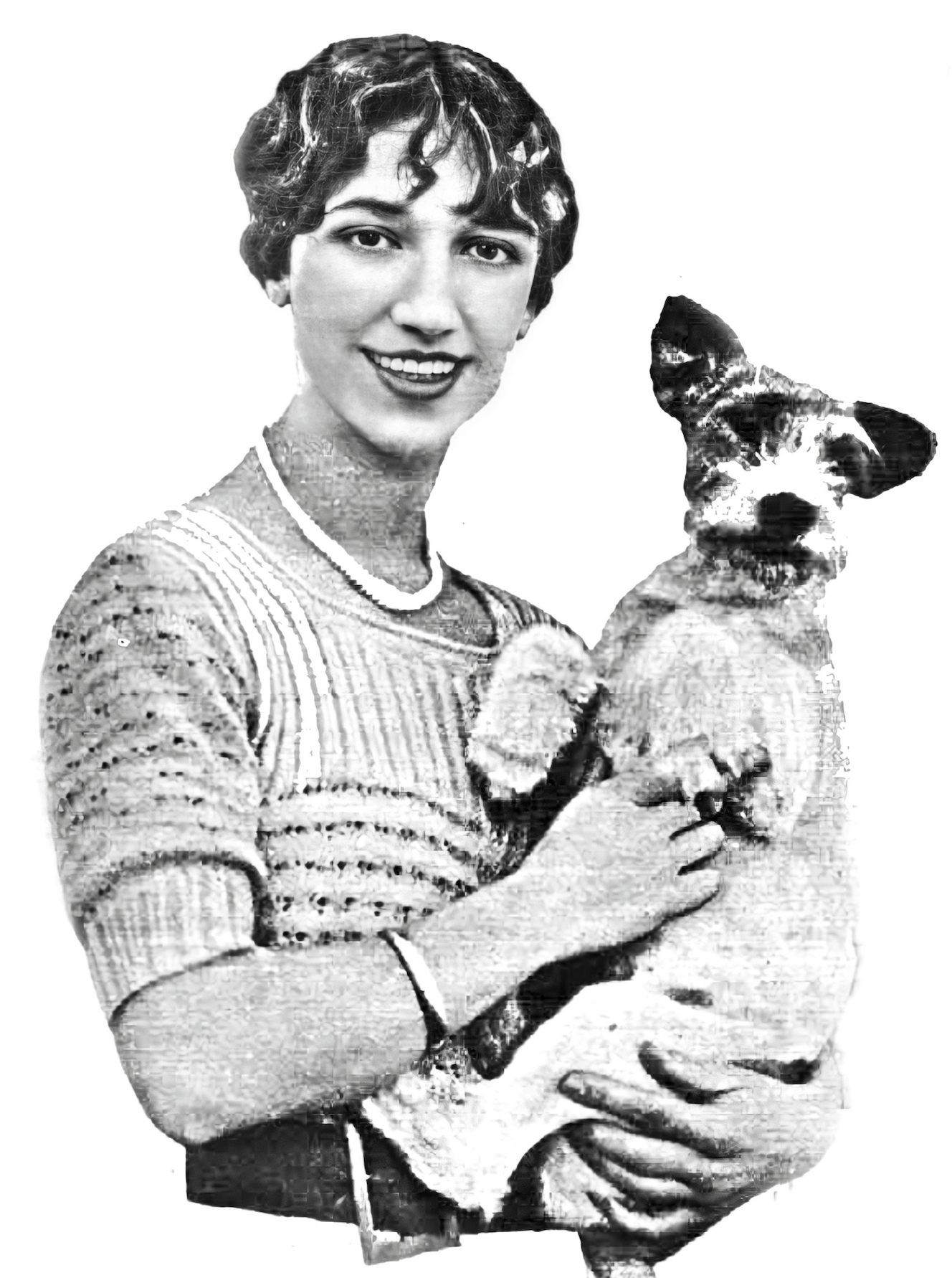
Marisa Roesset Velasco, 1930

Marisa Roesset Velasco, auch Roësset geschrieben (* 6. März 1904 in Madrid; † 18. November 1976 ebenda) war eine spanische figurative Malerin.

## Leben
Roesset Velasco wurde in eine Intellektuellen-Familie von Malern, Bildhauern und Literaten geboren. Ihre Tante war die Malerin María Roësset Mosquera, und ihre Cousinen väterlicherseits waren die Bildhauerin Margarita Gil Roësset und die Verlegerin Consuelo Gil Roësset. Mütterlicherseits war sie eine Cousine des Malers Rosario de Velasco. Ihre Tante führte sie in die Malerei ein, und im Alter von vierzehn Jahren malte sie ein Selbstporträt in Pastell und mehrere Aquarelle in einer anspruchsvollen Technik. Später wurde sie an der Real Academia de Bellas Artes de San Fernando ausgebildet. Ihre Lehrer dort waren Fernando Álvarez de Sotomayor, José María López Mezquita und Daniel Vázquez Díaz, und sie besuchte Kurse unter anderem mit Salvador Dalí, Victorina Durán und Lucía Sánchez Saornil.
1924 nahm sie an der Exposición Nacional de Bellas Artes, der spanischen nationalen Ausstellung, teil und gewann einen dritten Preis mit dem Bild Autorretrato („Selbstporträt“), in dem sie sich selbst als moderne Frau porträtiert, was sie während ihrer gesamten Karriere bis 1939 kennzeichnete. Dieses Gemälde wurde für das heutige Museo Reina Sofía erworben. 1926 stellte sie die Gemälde Mi hermano y yo und Hanny y Guck aus, die von der Kritik hoch gelobt wurden. Ihre erste Einzelausstellung mit 21 Werken aus den Jahren 1922 bis 1926 fand im Lyceum Club Femenino statt, obwohl sie kein Mitglied war. Im Jahr 1928 nahm sie an einer Gruppenausstellung teil, die dem Thema „Selbstporträts“ gewidmet war. 1929 stellte sie in der heutigen Biblioteca Nacional de España zusammen mit der Malerin Gisela von Ephrussi aus. Sie nahm mit Reposo an der Exposición Internacional de Barcelona, wo sie einen dritten Preis erhielt, und mit Campesinos de Ávila in der Société du Salon d’Automne teil. Bis zum Ausbruch des Bürgerkriegs nahm sie regelmäßig an der Exposición Nacional de Bellas Artes teil (1930, 1932, 1934 und 1936), auch 1941 wieder, wo sie für  La Anunciación erneut einen dritten Preis erhielt. 1931 schickte sie ihre Werke zum Wettbewerb für Malerei, Bildhauerei und Gravur, der vom Círculo de Bellas Artes in Madrid organisiert wurde.
Von 1924 bis 1936 finden sich in der Presse zahlreiche Besprechungen ihres Werks sowie Fotos, Interviews und ausführliche kritische Artikel. Unter anderem in Blanco y Negro, El Sol, Crónica, El Imparcial, El heraldo de Madrid oder Estampa.
Sie eröffnete eine Malschule, in der sie eine künftige Generation von Künstlern ausbildete, wie zum Beispiel Menchu Gal. Im Gegenzug schrieb sie sich an der Escuela Superior de Pintura, Escultura y Grabado (Schule für Malerei, Bildhauerei und Gravur) ein. Im selben Jahr hatte sie eine weitere Einzelausstellung bei der Vereinigung baskischer Künstler (Asociación de Artistas Vascos) in Bilbao.
Im Jahr 1939 nahm sie zusammen mit Rosario de Velasco und anderen an der Exposición Internacional de Arte Sacro in Vitoria teil, die „die Helden, die für das Vaterland gefallen waren“, ehren sollte. Sie arbeitete als Illustratorin an der Zeitschrift Revista Y der Sección Femenina mit.
Sie stellte 1947 auf der Ausstellung des Women's International Art Club aus und nahm im selben Jahr zusammen mit Teresa Condeminas, Menchu Gal, Delhy Tejero und anderen an der Exposición de Arte Español in Buenos Aires teil.
Ab 1938 führte sie eine diskrete lesbische Beziehung mit Lola Rodríguez Aragón, einer Lehrerin an der Escuela Superior de Canto in Madrid, der sie nach ihrem Krebstod 1976 ihr malerisches Werk vermachte. Rodríguez Aragón schuf ein Museum und wollte eine Stiftung gründen, um die Werke dem spanischen Staat zu übergeben, starb aber, bevor sie es einrichten konnte.
Roesset Velascos Werke befinden sich unter anderem in den Sammlungen des Museu Nacional d’Art de Catalunya in Barcelona, der Escuela de Canto in Madrid und des Museo del Prado. Viele ihrer Selbstporträts befinden sich auch in Privatsammlungen.
Roesset Velasco ist auf dem Cementerio de San Isidro in Madrid beigesetzt.

## Werk
Roesset Velascos Motive waren Porträts und religiöse Themen. Sie gehörte keiner bestimmten künstlerischen Strömung an und bewahrte sich ihre eigene Identität. Sie malte mehr als ein Dutzend Selbstporträts, darunter auch Bilder, auf denen sie mit ihrem Bruder oder ihren Schülern zu sehen ist, die sie ebenfalls mehrfach malte.
In ihren frühen Gemälden näherte sie sich der Ästhetik des Dandyismus an, ohne ihn so radikal zu übernehmen wie ihre Zeitgenossinnen Hannah Gluckstein, Tamara de Lempicka oder Romaine Brooks. In ihren Frauenporträts spiegelt sich die sich wandelnde und vielfältige weibliche Identität der ersten Jahrzehnte des zwanzigsten Jahrhunderts wider.
In ihrem Schaffen lassen sich drei Phasen identifizieren: Die erste Phase bis 1930 ist gekennzeichnet durch eine figurative Malerei mit lockeren Pinselstrichen und einer chromatischen Palette von kalten Farben. Beeinflusst von Vázquez Díaz, war dies eine Zeit des ständigen Experimentierens. Die zweite Phase ohne den Einfluss von Vázquez Díaz, zeichnet sich durch einen subtileren Pinselstrich aus, der Figuren in weniger sichtbare Sphären eintaucht. Das vorherrschende Thema war religiös. Nach dem Bürgerkrieg begann eine dritte Phase. Die Bildsprache wurde eher akademisch und die Arbeiten von großem technischen Geschick geprägt.